# Stina Sorbon

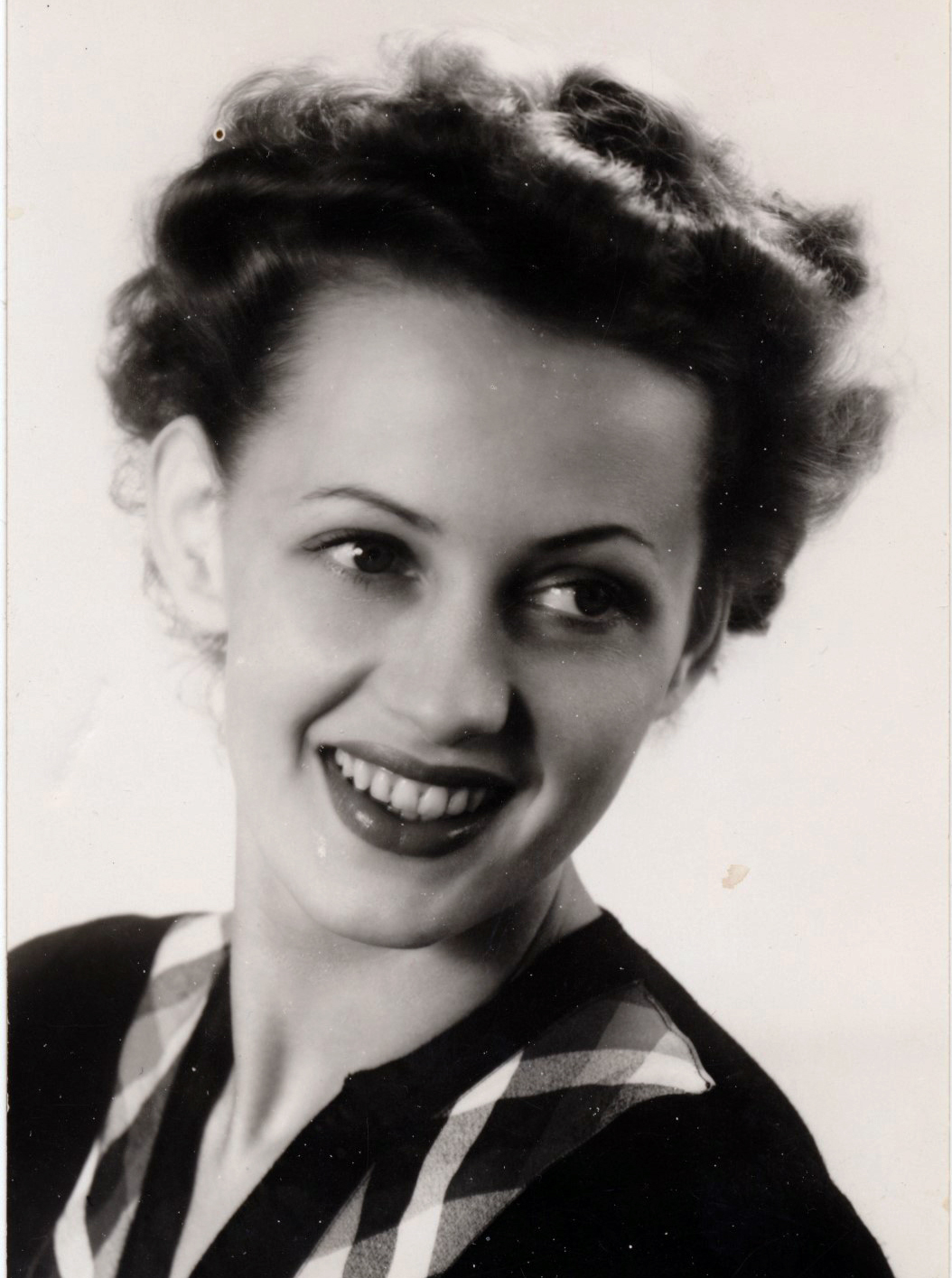
Christina Sorbon 1939

Stina Sorbon, även känd som Christina Sorbon, folkbokförd Inga Kristina Sorbon Neumann, ogift Sorbon, född 9 mars 1918 i Södertälje, död 15 mars 1996 i Rängs församling, Vellinge kommun , var en svensk sångerska och skådespelare.
Stina Sorbon var dotter till hovfotografen David Sorbon och syster till skådespelarna Ulla, Marie-Louise och Bert Sorbon samt till konsthantverkaren Birgitta Sorbon Malmsten. 
Hon utbildade sig i skådespeleri för Valborg Hansson och medverkade i en rad filmer, främst under 1930- och 1940-talen. Hon var en av medlemmarna i sång- och dansgruppen Sorbon Sisters. 
Stina Sorbon var från 1946 gift med musikern och sångaren Ulrik Neumann (1918–1994) och mor till Ulla och Mikael Neumann.

## Filmografi
- 1936 – Flickorna på Uppåkra
- 1936 – Bröllopsresan
- 1936 – 33.333
- 1937 – Klart till drabbning
- 1939 – Vi två
- 1939 – Ombyte förnöjer
- 1939 – Hennes lilla Majestät
- 1940 – Karusellen går
- 1940 – Kronans käcka gossar
- 1941 – Söderpojkar
- 1943 – Hans Majestäts rival
- 1943 – Sophienlund
- 1943 – En fånge har rymt
- 1945 – 13 stolar
- 1946 – 100 dragspel och en flicka
- 1949 – Hur tokigt som helst
- 1951 – Livat på luckan

## Teater

### Roller (ej komplett)
| År   | Roll   | Produktion                                  | Regi             | Teater        |
| ---- | ------ | ------------------------------------------- | ---------------- | ------------- |
| 1943 | Elaine | Arsenik och gamla spetsar Joseph Kesselring | Torsten Hammarén | Oscarsteatern |
| 1944 | Elaine | Arsenik och gamla spetsar Joseph Kesselring | Hasse Ekman      | Oscarsteatern |
| 1945 | Rose   | En förtjusande fröken Ralph Benatzky        | Max Hansen       | Vasateatern   |